# Tony Makes It Happen
Tony Makes It Happen è un album in studio del cantante statunitense Tony Bennett, pubblicato nel 1967.

## Tracce
1. On the Sunny Side of the Street
2. A Beautiful Friendship
3. Don't Get Around Much Anymore
4. What Makes It Happen
5. The Lady's in Love with You
6. Can't Get Out of This Mood
7. I Don't Know Why (I Just Do)
8. I Let a Song Go Out of My Heart
9. Country Girl
10. Old Devil Moon
11. She's Funny That Way